# Скіфська вулиця (Київ)
Скіфська вулиця — вулиця в Солом'янському районі міста Києва, селище Жуляни. Пролягає від вулиці Сергія Колоса до Грушевої вулиці.
Прилучаються вулиці Вишнева та Івана Білика.

## Історія
Вулиця виникла в 1-й половині 2010-х років. Спочатку мала назву Межова вулиця.
Сучасна назва пов'язана зі скіфськими курганами V–IV ст. до н. е., що були виявлені та досліджувалися археологами поблизу Жулян, — з 2019 року.